# Musculus longus capitis
Der Musculus longus capitis, auch Musculus capitis colli genannt (von lateinisch musculus „Muskel“, longus „lang“; caput „Kopf“ und collum „Hals“; „Langer Kopfmuskel“) ist ein quergestreifter Muskel (Skelettmuskel), welcher zwischen dem sechsten Halswirbel und dem Hinterhauptsbein prävertebral (vor der Wirbelsäule gelegen) verläuft. Die Dicke des Muskels nimmt von unten nach oben zu und währenddessen er am Kopf bloß eine Ansatzstelle besitzt, hat er mehrere Ursprünge, nämlich an den Tubecula anteriora der Querfortsätze der Halswirbel 3 bis 6.
Die Blutversorgung erfolgt über die Arteria cervicalis ascendens, Arteria vertebralis und Arteria pharyngea ascendens.

## Funktion
Der einseitig isolierte Musculus longus capitis führt bei seiner Kontraktion zu einer Seitwärtsbeugung und geringfügigen Rotation (Drehung) des Kopfes zur gleichen Seite (in Richtung auf den arbeitenden Muskels hin), in Kooperation führen die beiden Muskeln zu einer Ventralflexion des Kopfes (Beugung nach vorne).